# Johnnie Carr
Johnnie Rebecca Daniels Carr (Montgomery, Alabama; 26 de enero de 1911-22 de febrero de 2008) fue una líder del Movimiento por los Derechos Civiles en Estados Unidos desde 1955 hasta su fallecimiento.

## Biografía
Johnnie Carr fue una amiga de la infancia de Rosa Parks, que se negó a obedecer al chófer de un autobús público en 1955, el cual quería obligarla a ceder su asiento a una persona de raza blanca. Rosa Parks fue encarcelada por su conducta, acusada de haber perturbado el orden. Johnnie Carr colaboró en los movimientos de protesta organizados por el reverendo Martin Luther King, desconocido para la opinión pública de aquel entonces. Carr ayudó a organizar el transporte colectivo en coches para evitar que los negros tuvieran que utilizar autobuses públicos. Desde entonces dedicó su vida a luchar contra la segregación racial.
Desde aquel momento dedicó su vida a promover los derechos civiles y luchar contra la discriminación por color de piel. En 1964 promovió el fin de la segregación racial en los colegios de Alabama. Entre los beneficiados por la medida estaba su hijo, Arlam Jr.
En 1967 Carr se convirtió en la presidenta de la Montgomery Improvement Association, creada tras el arresto de Rosa Parks y sucediendo a Luther King tras su asesinato. Ocupó el cargo hasta su muerte a la edad de 97 años. "Cuando haces algo que sabes que tiene sentido, nunca te aburres de hacerlo", declaró.

## Muerte
Carr murió a los 97 años de un infarto. Fue hospitalizada el 11 de febrero del 2008.
Cientos de personas despidieron a Johnnie Carr en el homenaje funerario organizado por la Universidad Alabama State, de la cual  recibió un Doctorado honorífico. Se leyeron Los mensajes del presidente de los Estados Unidos George W. Bush ("Una patriota, una defensora incondicional de los derechos civiles") y del candidato demócrata Barack Obama ("Larga vida al legado de Johnnie Carr y sus trabajos").
Cicely Tyson, que interpretó el papel de Rosa Parks en el cine acudió al funeral.